# De Meeûssquare
De De Meeûssquare (Frans: Square de Meeûs), ook wel De Meeûsplantsoen genoemd, is een plein en park in de Leopoldswijk in Brussel. Het is genoemd naar Ferdinand Meeûs, de Belgische bankier, gouverneur van de Generale Maatschappij van België, lid van het Belgisch Nationaal Congres en volksvertegenwoordiger. Hij was de stichter en financier van de Leopoldswijk.
In het noorden komt de Nijverheidsstraat uit op het plein, in het noordoosten de Wetenschapstraat, in het zuidoosten de Fleurusstraat en in het zuidwesten de Parijsstraat. Het plein wordt van oost naar west halverwege doorkruist door de Luxemburgstraat, die het Luxemburgplein verbindt met de ringweg R20. Het plein kijkt via de Luxemburgstraat uit op de Leopoldruimte. De noordelijke helft van het plein ligt in de gemeente Brussel, de zuidelijke helft in de gemeente Elsene.
Op nummer 4 staat een herenhuis in neoclassicistische stijl gebouwd door Hendrik Partoes en beschermd als monument sinds 1993. In het gebouw is een deel van het Stanhope Hotel gevestigd, een vijfsterrenhotel uit de keten Thon Hotels.  

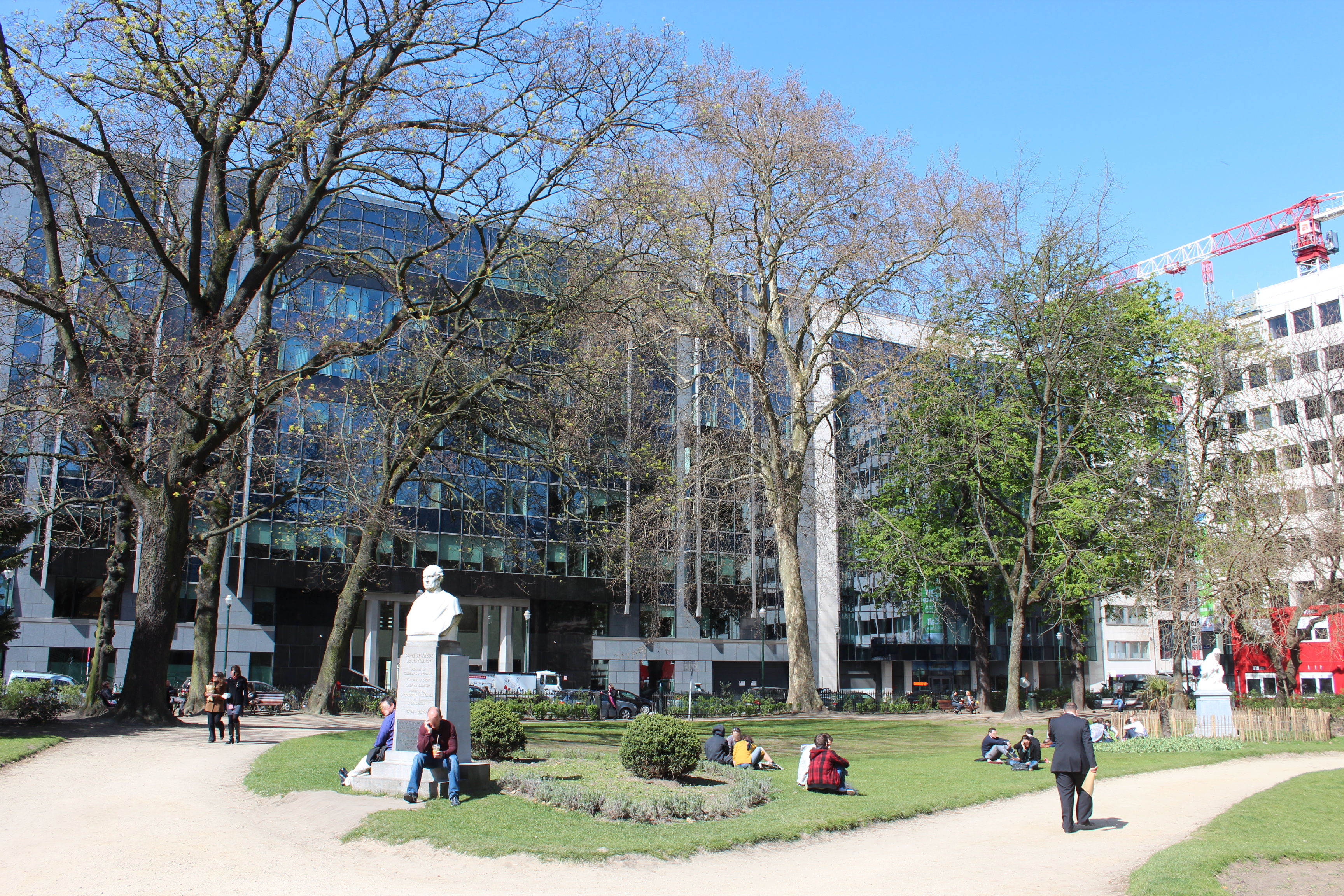
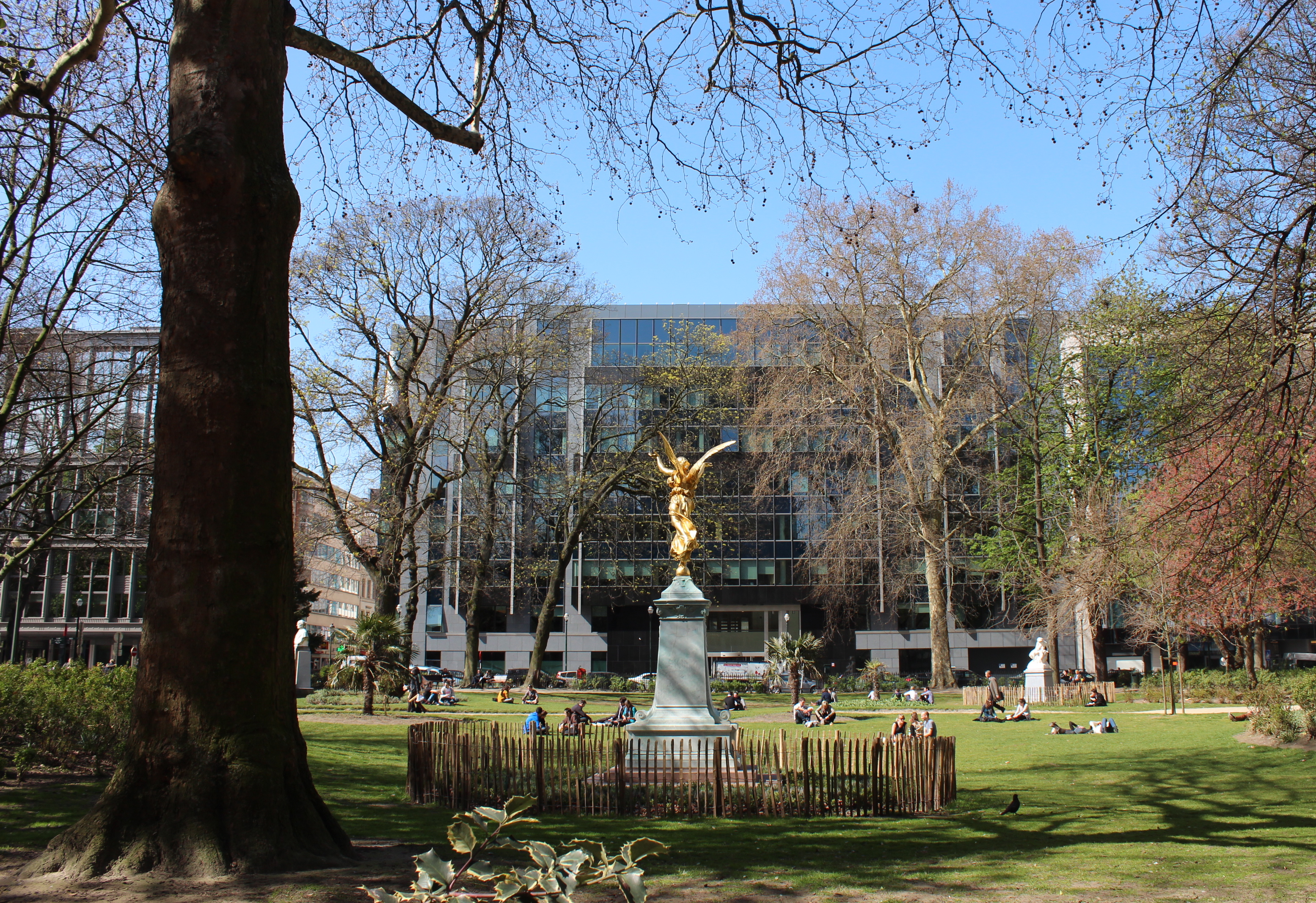
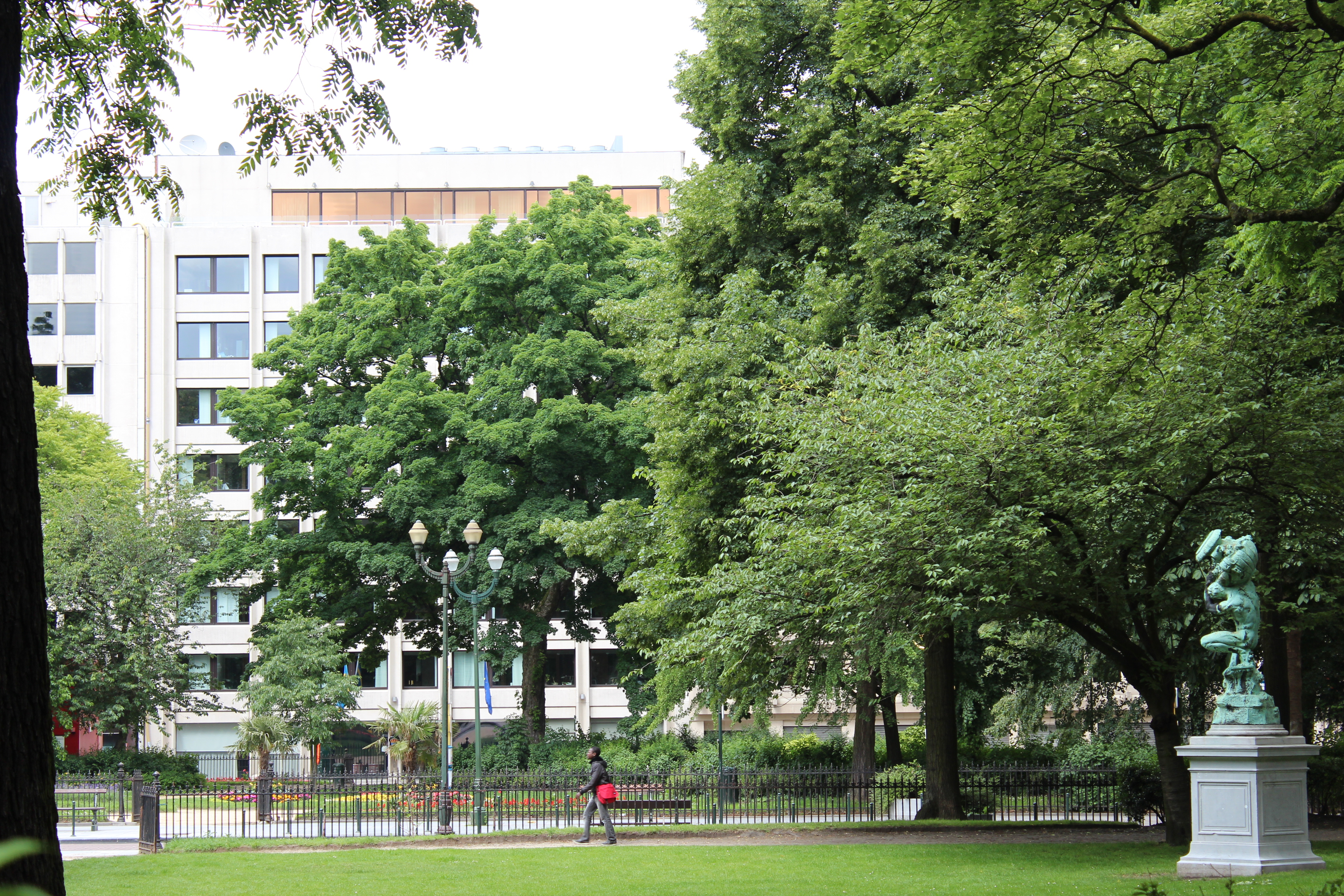

Ook het park is beschermd erfgoed.

## Beeldhouwwerken in het park
- Buste op sokkel van graaf Barthélemy de Theux de Meylandt: ontworpen door Edmond de Valeriola in 1932
- Moederlijke toewijding: ontworpen door Henri Boncquet en Philippe Wolfers in 1908-1910
- Monument voor Julien Dillens: ontworpen door Julien Dillens, Jules Lagae en Ernest Acker in 1896-1910
- Man met vaas: ontworpen door Jean Herain in 1910
- Buste op sokkel van Ferdinand de Meeûs: ontworpen door Willem Geefs
- Marnix Gijsen: ontworpen door Rik Poot in 1997

Tot 2022 was er ook een buste op sokkel van Émile Storms maar dit werd overgebracht naar het Koninklijk Museum voor Midden-Afrika.

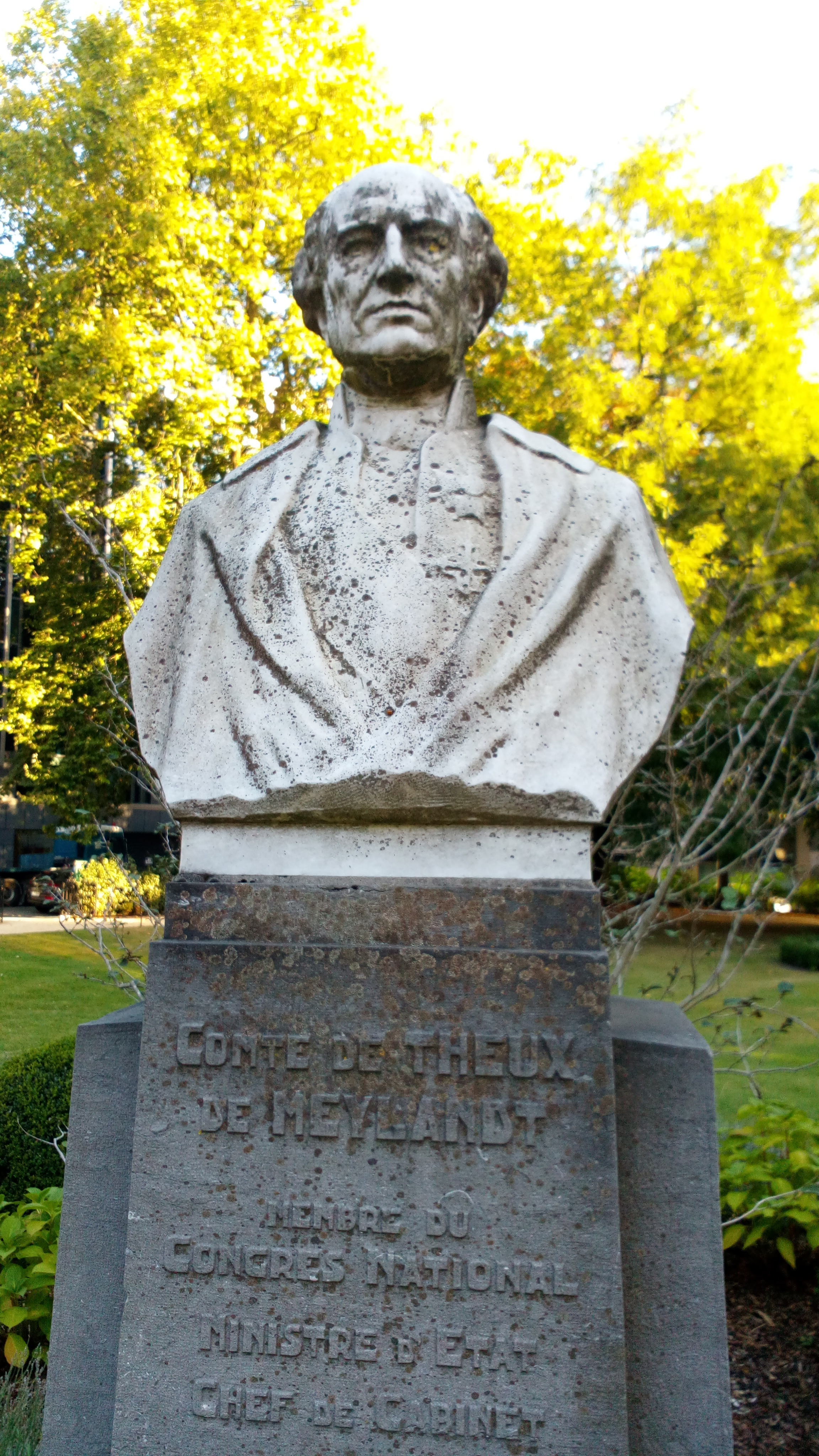
Barthélemy de Theux de Meylandt
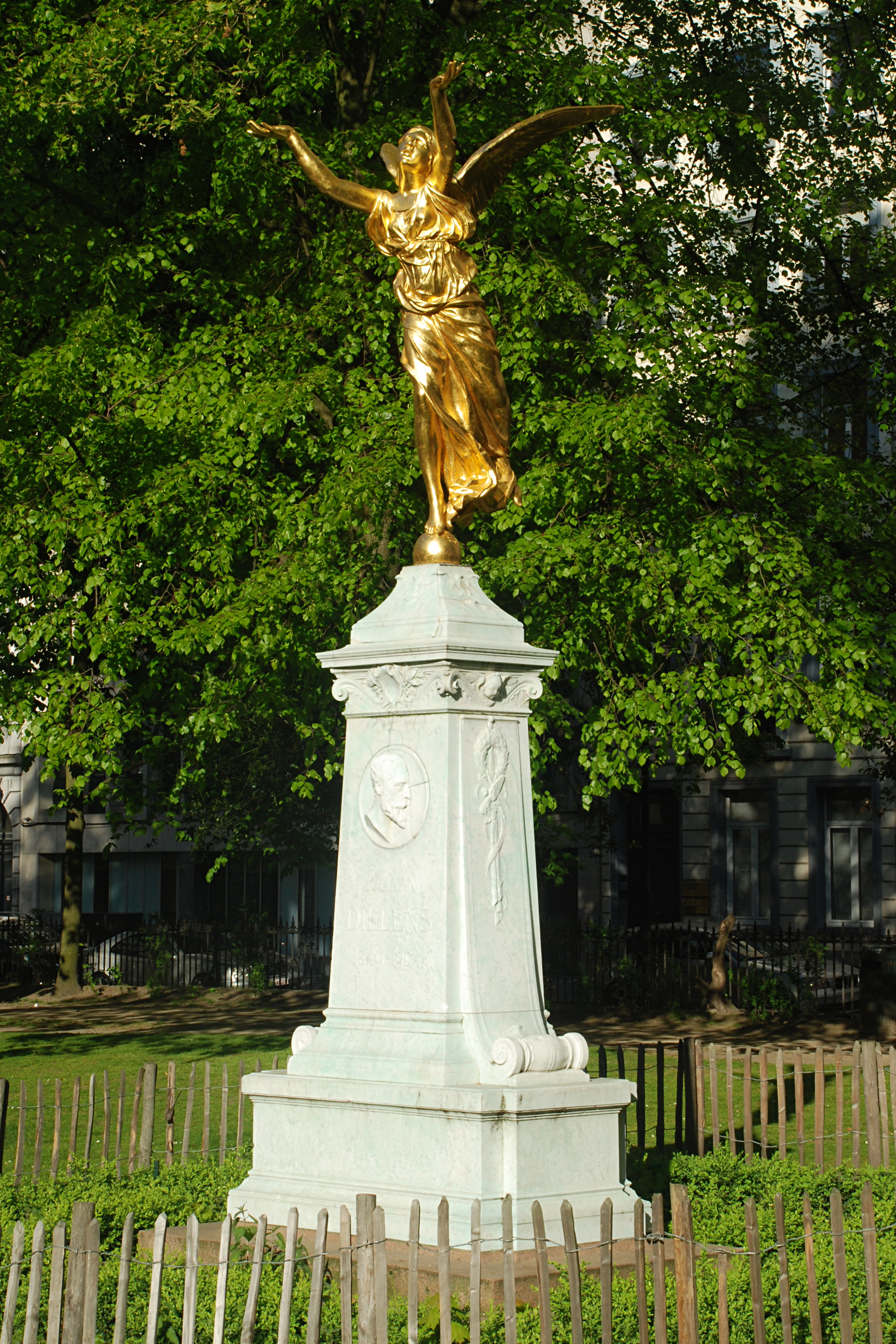
Monument voor Julien Dillens
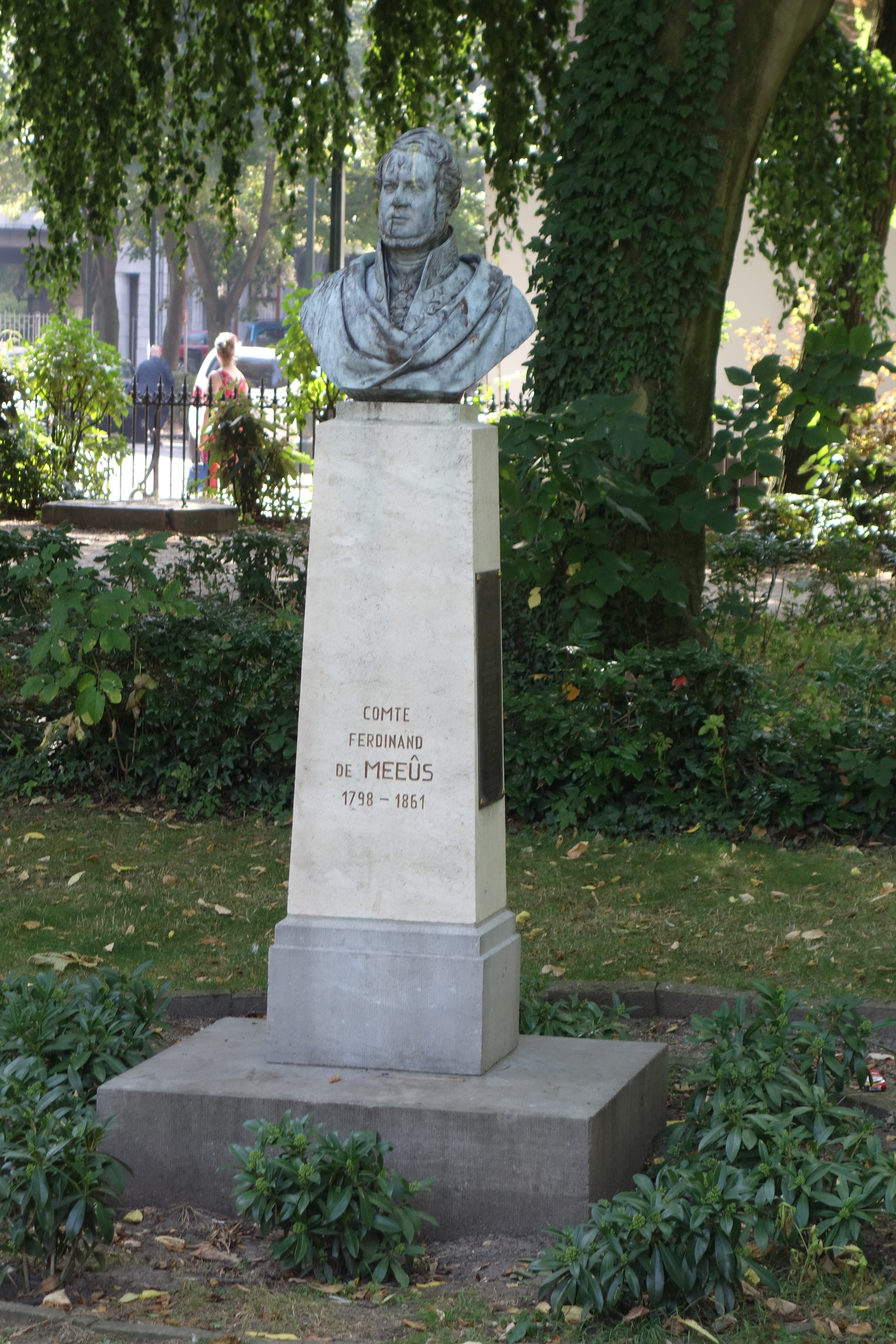
Ferdinand de Meeûs